# Rankestraße (Berlin)
Die Rankestraße ist eine in der Berliner City West gelegene Wohn- und Geschäftsstraße. Insbesondere in den 1920er und frühen 1930er Jahren war sie mit den umliegenden Straßen Stätte moderner Kunst und Kultur. Im Zweiten Weltkrieg wurden viele Gebäude der Straße zerstört.

## Anlage und Neuer Westen
Die Rankestraße wurde im ersten Berliner Bebauungsplan, dem Hobrecht-Plan von 1862, der die planerische Grundlage des gesamten „Neuen Westens“ skizziert, als Straße Nr. 33 des Abschnitts IV ausgewiesen. Sie wurde dann am 16. März 1888 angelegt und nach dem Historiker Leopold von Ranke benannt. Die Straße ist rund 600 Meter lang und verläuft vom Übergangspunkt von Kurfürstendamm und Tauentzienstraße entlang des Los-Angeles-Platzes über die Augsburger Straße, bevor östlich von ihr die Eislebener Straße abgeht. Nachdem sie die Lietzenburger Straße gequert hat, mündet sie unmittelbar hinter dem Friedrich-Hollaender-Platz (der bis 2012 Rankeplatz hieß) in die Joachimstaler Straße.
Verwaltungstechnisch gehört sie in ihrem Verlauf wechselnd zu den Ortsteilen Charlottenburg und Wilmersdorf im Bezirk Charlottenburg-Wilmersdorf.
In den Jahren 1896 bis 1897 wurde in der Rankestraße 10–12 durch den Architekten Paul Bratring eine Feuerwache errichtet, die bis heute dieser Funktion dient. 1915 eröffnete das „Haus Kaisereck“ bzw. „Kurfürsteneck“ nach Plänen von Johann Emil Schaudt, dem Architekten des Kadewe, in der Rankestraße 1.

## Die Goldenen Zwanziger

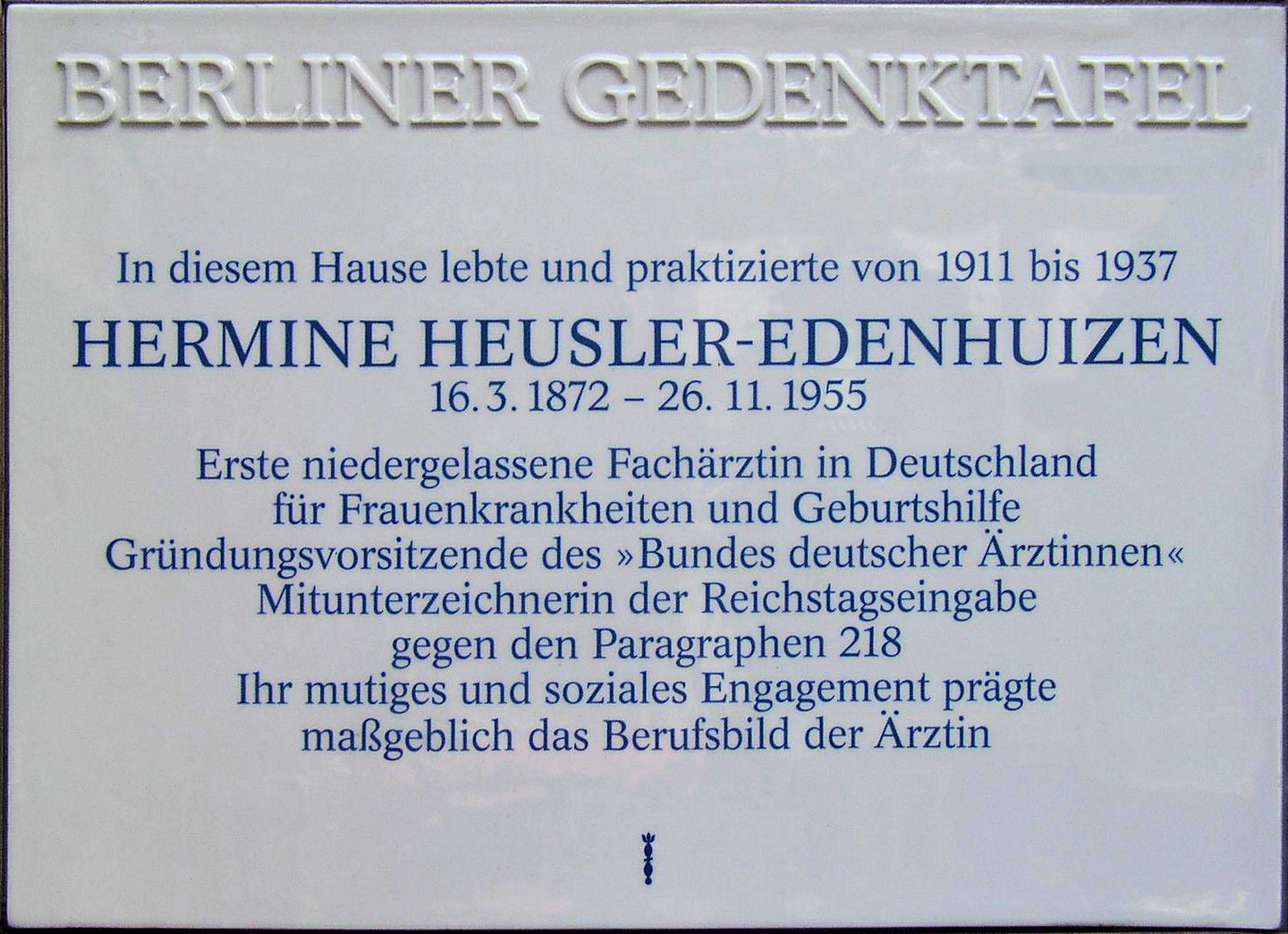
Gedenktafel Rankestraße 35, Hermine Heusler-Edenhuizen

An der Rankestraße 24 erinnert eine Gedenktafel an den Pionier der Psychoanalyse, Karl Abraham, eine weitere Gedenktafel an der Nummer 35 erinnert an Hermine Heusler-Edenhuizen, Frauenrechtlerin und erste praktizierende Frauenärztin Deutschlands, die hier von 1911 bis 1937 ihre Praxis hatte. Wie viele andere der umliegenden Straßen war die Rankestraße in den 1920er und frühen 1930er Jahren aber vor allem geprägt von der künstlerischen Bohème.
In der Rankestraße 4 lag mit „Schwanneckes Weinstuben“ von Viktor Schwanneke ein teures Künstlerlokal für die bereits arrivierten und etablierten Künstler der Stadt. Prominente Gäste waren unter anderem Egon Erwin Kisch, Ernst Rowohlt, Kurt Pinthus, Alfred Kerr, Willi Kollo und Joachim Ringelnatz, aber auch Fritz Kortner, Werner Krauss, Carl Zuckmayer, Elisabeth Bergner, Ernst Deutsch, Käthe Dorsch, Rudolf Forster, Ödön von Horváth (der als Protegé von Schwannecke seine ersten Erfolge feierte) und Friedrich Hollaender. Schwanneckes gab es seit 1921 (eigentlich unter dem Namen „Weinstuben Stephanie“) und da Schwannecke selbst Schauspieler war (u. a. bei Max Reinhardt, ebenfalls häufiger Gast) und aus einer Schauspielerfamilie stammte, konnte er rasch in den ihm vertrauten Theaterkreisen zur festen Adresse werden. Insbesondere zu Premieren wurde die Atmosphäre dort von den anwesenden Theaterkritikern bestimmt, Eugen Szatmari beschrieb es mit den Worten „Schwannecke verwandelt sich in einen Gerichtssaal. Das Femegericht der Berliner Bühnen nimmt die Arbeit auf und urteilt ohne Prozeßordnung und Staatsanwalt […]“.
Am Ende der Rankestraße lag das russische Lokal „Allaverdi“, das sich vor allem an die große Gruppe der Exilrussen in Berlin richtete. Bekannte Besucher waren Vladimir Nabokov, Maxim Gorki, Boris Pasternak, Konstantin Stanislawski, Sergei Eisenstein, aber auch Valeska Gert.
Direkt vor der Hausnummer 1 errichtete Hans Winterstein 1923 einen Theaterkassen-Kiosk, der nunmehr unter Denkmalschutz steht.
Die Rankestraße 34 war in den 1920er Jahren auch Sitz des „Wegweiser Verlages“ vom Volksverband der Bücherfreunde.

## Nationalsozialismus und Zweiter Weltkrieg

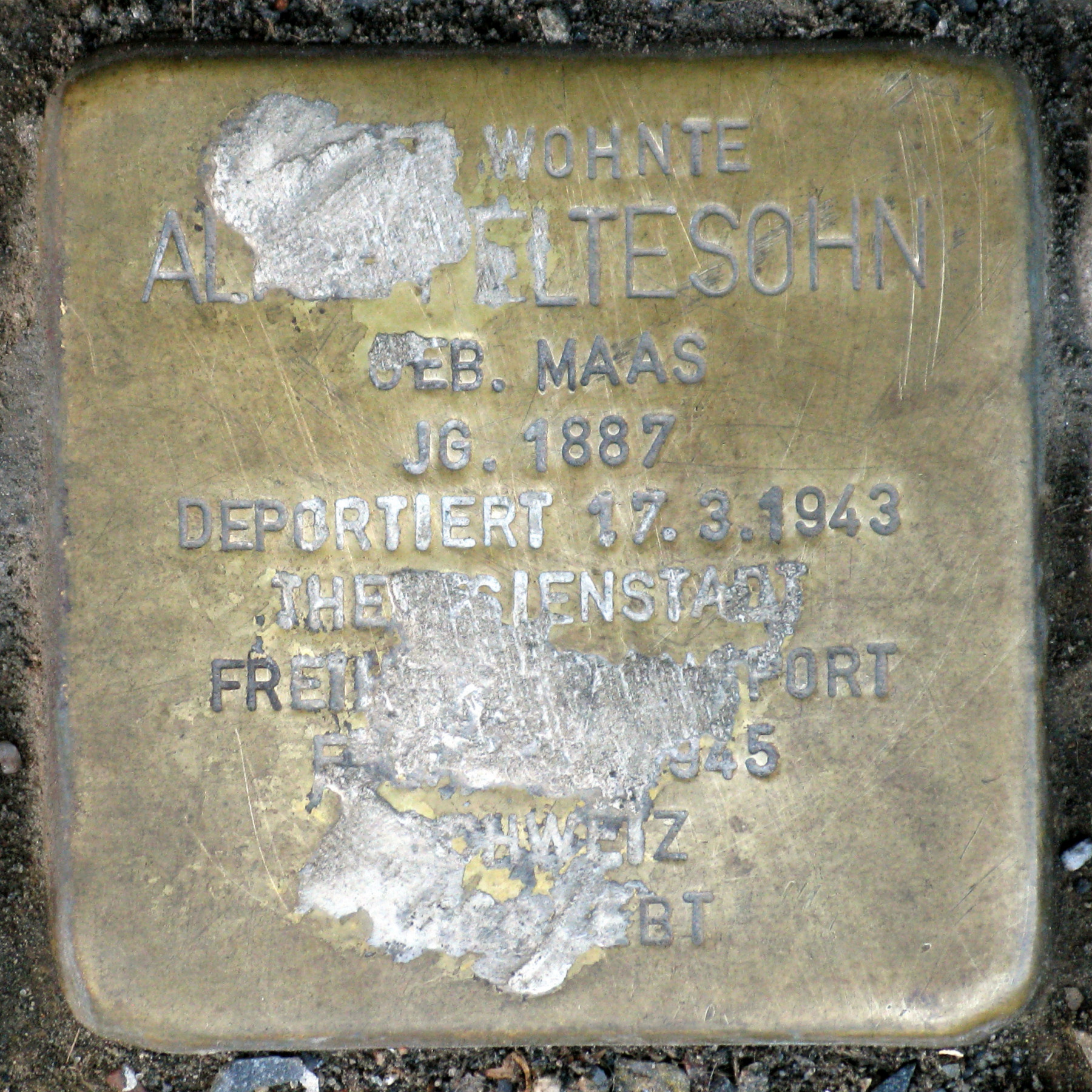
Stolperstein Alice Peltesohn, Rankestraße 9

Der Holocaust erreichte die Rankestraße 1942. In diesem Jahr wurde auch der langjährig in der Nummer 33 lebende Martin Salomonski, einer der letzten Rabbiner im nationalsozialistischen Berlin, mit seinen Kindern in das Ghetto Theresienstadt deportiert. Die gesamte Familie wurde zwischen September 1944 und April 1945 umgebracht.
Zwei Stolpersteine erinnern an das Ehepaar Siegfried und Alice Peltesohn, die 1943 nach Theresienstadt deportiert wurden. Ihr Schicksal ist außergewöhnlich: beide gehörten zu den 1200 jüdischen Gefangenen, die durch eine Vereinbarung zwischen Heinrich Himmler und Jean-Marie Musy und eine Zahlung von 1,25 Millionen Dollar am 5. Februar 1945 aus Theresienstadt in die Schweiz ausreisen durften und so den Holocaust überlebten.
Im Zweiten Weltkrieg erfuhr die Rankestraße starke Schäden durch Bombardements. Bei Kriegsende waren insbesondere der Abschnitt am heutigen Los-Angeles-Platz beidseitig sowie der südliche Teil hinter der Einmündung Eislebener Straße vollständig zerstört.

## Nachkriegszeit und Gegenwart

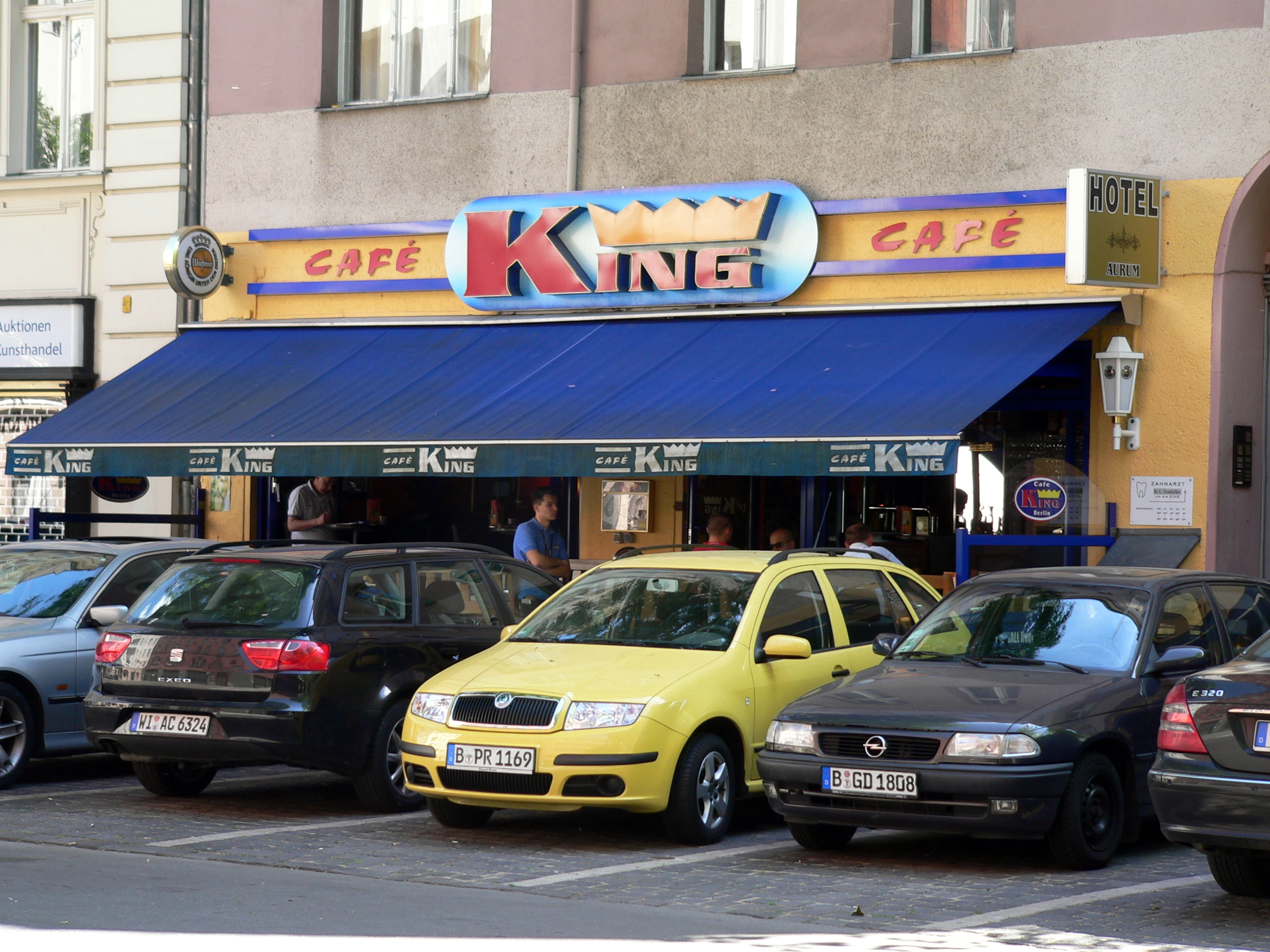
„Café King“ in der Rankestraße 23

Von 1951 bis 1965 war die Rankestraße 9 Heimat des Berliner Kabaretts „Die Stachelschweine“, nach deren Auszug folgte die Kabarettgruppe „Das Bügelbrett“. In den 1980er Jahren gab es an der Ecke zum Kurfürstendamm vorübergehend einen Ableger des bekannten Jazzclubs „Eierschale“.
Heute ist die Rankestraße eine vergleichsweise unauffällige Seitenstraße der Tauentzienstraße, dorthin vornehmlich von Restaurationen und Kleingewerbe geprägt. Nach Süden hin ist sie jedoch deutlich mehr Wohnstraße.
Im Jahr 2005 und erneut 2009 stand das in der Rankestraße 23 Ecke Eislebener Straße gelegene Cafe King im Zentrum medialer Aufmerksamkeit, weil die Betreiber, die kroatischen Gebrüder Sapina, insbesondere Ante Šapina und ihr Umfeld zuerst federführend in den Fußball-Wettskandal 2005 um den Schiedsrichter Robert Hoyzer verwickelt waren sowie mehrere Jahre später ebenfalls in den Fußball-Wettskandal 2009, bei dem über 200 Fußballspiele im europäischen Fußball manipuliert worden waren.

## Nachweise
1. ↑  
Übersichtskarte des Bebauungsplanes der Umgebungen Berlins. Der Bebauungsplan in Roth entworfen und vierfach ausgefertigt für das Kgl. Polizei-Präsidium, dem Magistrat von Charlottenburg. Berlin 1862, Online
2. 1 2  
Rankestrasse. In: Straßennamenlexikon des Luisenstädtischen Bildungsvereins (beim Kaupert)
3. ↑  
Messung anhand Google Maps mit Maps Labs-Entfernungsmesser, Zugriff am 14. März 2013
4. ↑  
Michael Bienert: Mit Brecht durch Berlin, ISBN 3-458-33869-1, 1998, S. 33
5. 1 2  
Fred Oberhauser, Nicole Henneberg: Literarischer Führer Berlin., 1998, ISBN 3-458-33877-2, S. 169, 170, 351–354
6. ↑  
Jürgen Schebera: Damals im Romanischen Café – Künstler und ihre Lokale im Berlin der zwanziger Jahre. Rev. Neuausg. Berlin: Das Neue Berlin. 2005, ISBN 3-360-01267-4, S. 85–102
7. ↑  
stadtentwicklung.berlin.de: Denkmaldatenbank / Senatsverwaltung für Stadtentwicklung Berlin, Zugriff am 26. März 2013
8. ↑  
berlin.de: Stolpersteine Rankestr. 9 – Berlin.de, Zugriff am 26. März 2013
9. ↑  
alt-berlin.info: Gebäudeschäden 1945, Verlag: B. Aust i. A. des Senators für Stadtentwicklung und Umweltschutz (Memento des Originals vom 18. Dezember 2015 im Internet Archive)  Info: Der Archivlink wurde automatisch eingesetzt und noch nicht geprüft. Bitte prüfe Original- und Archivlink gemäß Anleitung und entferne dann diesen Hinweis., Zugriff am 14. März 2013
10. ↑  
Christian van Lessen: Dahlemer Eierschale: Nicht mehr angeknackst – Berlin – Tagesspiegel, 7. April 2008, Zugriff am 26. März 2013
11. ↑  
tagesspiegel.de: Einsatz, bitte: Das „Café King“ wird verkauft, Zugriff am 24. März 2013
12. ↑  
stern.de: Fußball-Wettskandal: Das Spiel geht weiter – S. 2 – Sport bei stern.de, Zugriff am 24. März 2013